# Combat Zone
Combat Zone — американская порностудия. Штаб-квартира находится в Чатсуорте, Калифорния.

## История
Студия была основана в январе 2006 года ветераном индустрии, режиссёром и продюсером Дионом Джарруссо. Компания специализируется на гонзо-порнографии с участием актрис, которые являются новыми в индустрии. Однако, также работала и с известными исполнителями. К 2008 году студия выпускала 4 новых фильма в месяц.
В январе 2008 года Combat Zone стала партнером Third World Media и наняла опытного менеджера по продажам в индустрии Джона Флориана. Он пришёл на рынок видео для взрослых, работая в Sin City Films, Homegrown Video и Private.
Ребекка Назарян и Дион Гиарруссо из Combat Zone стали участниками программы «Правда жизни» на MTV в эпизоде I'm In The Sex Industry, вышедшем в эфир 27.02.2008. Эпизод в настоящее время доступен для онлайн-просмотра на MTV.com.
Со студией работали режиссёры: Мелисса Лорен, Джоаким Кессеф, Майк Метрополис, Зак Уайлд, Робби Фишер, G-Man, Марк Вуд, Эд Хантер и Хуан Куба. Вместо того, чтобы позволить отдельным режиссёрам владеть своим контентом, как это было ранее, Giarrusso владеет всем контентом компании. Компания выступает в качестве дистрибьютора Filly Films, порностудии, расположенной в Чатсворте, Калифорния и выпускающей фильмы только с лесбийским сексом. Согласно поиску Google, список карт Filly Films был закрыт.

## Награды
- 2009 Urban X Award: лучший релиз, оргия/гэнг-бэнг: Nightmare On Black Street[10]